# Tamara Fjodorovna Makarova
Tamara Fjodorovna Makarova (oroszul: Тамара Фёдоровна Макарова; Szentpétervár, 1907. augusztus 13. – Moszkva, 1997. január 20.) orosz szovjet színésznő.

## Pályája
Gyerekkorában balettozni tanult, később felvették egy színiiskolába. Ott találkozott először leendő férjével, a későbbi híres filmrendezővel, Szergej Geraszimovval. Első két filmjében is együtt játszott vele, házasságuk életre szólónak bizonyult. Férje tanácsára 1927-ben beiratkozott a leningrádi színházművészeti technikumba (később főiskola: Insztyitut Szcenyicseszkih  Iszkussztv, ISZI), itt szerzett diplomát 1930-ban.
Szergej Geraszimov rendezései közül először egy vígjátékban játszott, rögtön főszerepet. Ezt követően Geraszimov filmjeinek rendszeresen visszatérő szereplője lett, színésznői karrierje összefonódott férje rendezői munkásságával. Első kiugró sikerüket a Heten a hó ellen című alkotással érték el. A kietlen északi szigeten kutató expedíció humorral átszőtt történetének főbb szereplői, Makarova mellett Pjotr Alejnyikov és Oleg Zsakov gyorsan népszerűvé váltak. Geraszimov a háborúig még három filmet forgatott, feleségével a főszerepben. A Lermontov halálának 100. évfordulójára, a költő művéből készített Álarcosbált éppen a Szovjetunió elleni német támadás előtti napon fejezték be.
Az 1940-es évek elején Makarova férje két háborús filmjében játszott; a másodikat Taskentben forgatták, benne egy falusi asszony alakít, aki a fronton harcoló férje helyét átveszi a gyárban. A háború után feladatot vállalt a Sztálin szerepét durván meghamisító, patetikusan felmagasztaló propagandafilmben (Eskü) és férjének elismerést hozó, de művészileg kevéssé értékelhető filmdrámájában (Az ifjú gárda). Az 1950-es évek elején alig születtek új szovjet játékfilmek, Makarova is ritkán jelent meg új szerepben a filmvásznon. Utolsó filmjében (Lev Tolsztoj) az író feleségének alakját keltette életre, Lev Tolsztoj szerepét Szergej Geraszimov alakította.
Az 1960-as, 1980-as években Tamara Makarova a moszkvai filmfőiskola (VGIK) tanáraként férjével együtt több filmszínész nemzedéket nevelt fel és bocsátott útjára. Tanítványaik voltak többek között Inna Makarova, Ljudmila Gurcsenko, Natalja Bondarcsuk, Zinaida Kirijenko és mások.
1994-ben megkapta a tekintélyes filmszakmai kitüntetést, a Nyika életműdíjat.

## Filmjei
- 1927 – Idegen kabát (Чужой пиджак)
- 1929 – Az Új Babilon (Новый Вавилон) (R. Grigorij Kozincev, Leonyid Trauberg)
- 1930 – Boldog Kent (Счастливый Кент)
- 1931 – Délben (Полдень) – (A film nem maradt fenn. R. Joszif Hejfic, Alekszandr Zarhi)
- 1933 – A szökevény (Дезертир / Теплоход «Пятилетка») – (R. Vszevolod Pudovkin)
- 1933 – A halál futószalagja (Конвейер смерти / Товар площадей) – (R. Ivan Pirjev)
- 1934 – Szeretlek-e? / Házassági komédia (Люблю ли тебя? / Комедия брака) – (A film nem maradt fenn. R. Szergej Geraszimov)
- 1936 – Heten a hó ellen (Семеро смелых) – (R. Szergej Geraszimov)
- 1938 – Komszomolszk (Комсомольск) – (R. Szergej Geraszimov)
- 1938 – A nagy tűzfény (Великое зарево) – (R. Mihail Csiaureli)
- 1939 – A tanító (Учитель) – (R. Szergej Geraszimov)
- 1941 – Álarcosbál (Маскарад) – (Lermontov művéből. R. Szergej Geraszimov)
- 1942 – Legyőzhetetlenek (Непобедимые / Ленинградцы) – (R. Szergej Geraszimov, Mihail Kalatozov)
- 1944 – A nagy föld (Большая земля) – (R. Szergej Geraszimov)
- 1946 – Kővirág (Каменный цветок) – (R. Alekszandr Ptusko)
- 1946 – Eskü (Клятва) (R. Mihail Csiaureli)
- 1948 – Az ifjú gárda, 1–2. rész (Молодая гвардия) – (R. Szergej Geraszimov)
- 1948 – Elsőosztályosok (Первоклассница) – (Gyerekfilm)
- 1948 – Egy igaz ember (Повесть о настоящем человеке) – (R. Alekszandr Sztolper)
- 1948 – Három találkozás (Три встречи) (R. Alekszandr Ptusko)
- 1951 – A falusi orvos (Сельский врач) – (R. Szergej Geraszimov)
- 1956 – Az igazság útja (Дорога правды)
- 1958 – Amit nem lehet elfelejteni (Память сердца)
- 1960 – Tavaszi viharok (Весенние грозы)
- 1962 – Emberek és állatok, 1–2. rész (Люди и звери / Menschen und Tiere) – (NDK–szovjet film. R. Szergej Geraszimov)
- 1967 – Az újságíró, 1–2. rész (Журналист) – (R. Szergej Geraszimov)
- 1972 – Szeretni az embert (Любить человека) – (R. Szergej Geraszimov)
- 1974 – Pjotr Martinovics és a nagy élet évei (Петр Мартынович и годы большой жизни)
- 1974 – Anya és lányai (Дочки-матери) –  (R. Szergej Geraszimov)
- 1980 – I. Péter ifjúsága (Юность Петра) – (Szovjet-NDK film Alekszej Tolsztoj I. Péter című regényéből. R. Szergej Geraszimov)
- 1980 – Dicső tettek kezdetén (В начале славных дел) – (Az Alekszej Tolsztoj-regény filmváltozatának folytatása. R. Szergej Geraszimov)
- 1984 – Lev Tolsztoj (Лев Толстой) – (Tolsztoj feleségének szerepében. R. Szergej Geraszimov)